# Петък 13-и, част III
„Петък 13-и, част III“ (на английски: Friday the 13th Part III) е американски слашър филм на ужасите от 1982 г. Продължение е на „Петък 13-и, част II“. В този филм се появява хокейната маска, която носи Джейсън Ворхис. Тя се превръща в запазена марка за неговия персонаж и за цялата поредица.

## Актьорски състав
- Дейна Кимъл – Крис Хигинс
- Пол Кратка – Рик
- Трейси Савидж – Деби
- Ричард Брукър – Джейсън Ворхис
- Джефри Роджърс – Анди
- Катерин Паркс – Вера Санчес
- Лари Зернър – Шели
- Дейвид Катимс – Чък
- Рейчъл Хауърд – Чили
- Ник Савидж – Али
- Кевин О'Брайън – Локо
- Глория Чарлс – Фокс